# Edwin Crossley-Mercer
Edwin Crossley-Mercer (* 1982 in Clermont-Ferrand) ist ein französischer Konzert- und Opernsänger (Bariton).

## Leben
Crossley-Mercer studierte zunächst Klarinette und begann dann seine Gesangsausbildung am Konservatorium in Clermont-Ferrand sowie im Anschluss am Centre de musique baroque de Versailles.
Ab 2003 wechselte er nach Berlin und begann sein Gesangsstudium bei Heinz Reeh und seit Oktober 2005 bei Reiner Goldberg an der Hochschule für Musik „Hanns Eisler“ Berlin. Er besuchte Meisterkurse u. a. bei Thomas Quasthoff und Dietrich Fischer-Dieskau.
Seither trat er in zahlreichen Konzerten mit französischen Dirigenten und bei CD-Aufnahmen von u. a. der Motets von Marc-Antoine Charpentier sowie Opernarien von Jean-Baptiste Lully auf, aber auch mit deutschem Opern- und Liedrepertoire. Er ist an die Deutsche Staatsoper Berlin verpflichtet. Er sang den Papageno in Mozarts Zauberflöte, den Harlekin in Ariadne auf Naxos von Richard Strauss und die Titelrolle in Mozarts Don Giovanni. Für 2013 wurde er auch zur Schubertiade Vorarlberg eingeladen, trat dort aber nicht auf.
Im Theater an der Wien debütierte Crossley-Mercer 2014 in Robert Carsens Inszenierung von Jean-Philippe Rameaus Platée.